# 杨新力
杨新力（1953年12月—），河北巨鹿人。中华人民共和国政治人物。
1974年加入中国共产党。四川大学经济系政治经济学专业毕业，华东师范大学政治系政治学理论专业在职研究生学历。历任中共中央宣传部副处级调研员、处长、副局级调研员、宣传教育局副局长、局长、副秘书长等职。2007年12月出任中共江苏省委常委、省委宣传部部长，2008年起担任全国人大代表。2011年12月改任省委组织部部长。2014年6月任江苏省政协副主席、党组副书记。2017年2月，辞去省政协副主席。